# Leucochrysa punctata
Leucochrysa punctata är en insektsart som beskrevs av Banks 1903. Leucochrysa punctata ingår i släktet Leucochrysa och familjen guldögonsländor. Inga underarter finns listade i Catalogue of Life.